# Rénovation impossible ... (série d'émissions)
 (avril 2021).
 (novembre 2020).
Si vous disposez d'ouvrages ou d'articles de référence ou si vous connaissez des sites web de qualité traitant du thème abordé ici, merci de compléter l'article en donnant les références utiles à sa vérifiabilité et en les liant à la section « Notes et références ».
Rénovation impossible (Flip N Move) est une série d'émission de télévision de Magnolia Network, diffusée depuis le 11 novembre 2014. En France, elle est diffusée sur la chaîne 6ter depuis le 4 décembre 2016.

## Concept
La série d'émissions présente des rénovateurs de maisons professionnels achetant aux enchères des maisons délabrées (qui doivent être détruites). Ils les déplacent puis les rénovent en essayant de se dégager un bénéfice en les revendant. 
Il existe trois émissions différentes dans plusieurs États des États-Unis : le Texas, la Louisiane, l'Alaska.